# Fellering
Fellering  es una localidad y comuna francesa, situada en el departamento de Alto Rin, en la región  de Alsacia. 
Sus habitantes reciben en idioma francés el gentílico de Felleringeois.

## Demografía
| 1378 | 1401 | 1343 | 1454 | 1501 | 1547 |
| Para los censos de 1962 a 1999 la población legal corresponde a la población sin duplicidades (Fuente: INSEE [Consultar]) |      |      |      |      |      |

## Personajes célebres
- Albin Haller (1849-1925), químico, miembro de la Académie des Sciences.